# Leptosarcus
Leptosarcus is een geslacht van kevers uit de familie van de loopkevers (Carabidae). De wetenschappelijke naam van het geslacht is voor het eerst geldig gepubliceerd in 1896 door Peringuey.

## Soorten
Het geslacht Leptosarcus omvat de volgende soorten:
- Leptosarcus hessei Basilewsky, 1954
- Leptosarcus porrectus (Peringuey, 1892)